# 牛綸
牛綸（1425年—1505年），字大經，直隸順天府涿州人，民籍，明朝政治人物。進士出身。

## 生平
景泰元年（1450年）庚午科順天府鄉試第一百四十名。景泰五年（1454年）甲戌科二甲第五十二名進士。改翰林院庶吉士，授編修，升左春坊左贊善。天順八年（1464年），升太常寺少卿，兼侍讀。成化十八年（1482年），改南京太常寺少卿。弘治改元致仕。弘治十八年（1505年）卒。

## 家族
曾祖牛道興，祖父牛得川，父牛貴。